# Usehat
Usehat es un pueblo y nagar Panchayat situado en el distrito de Badaun en el estado de Uttar Pradesh (India). Su población es de 16361 habitantes (2011). 

## Demografía
Según el  censo de 2001 la población de Usehat era de 12183 habitantes, de los cuales el 53% eran hombres y el 47% eran mujeres. Usehat tiene una tasa media de alfabetización del 32%, inferior a la media nacional del 59,5%: la alfabetización masculina es del 39%, y la alfabetización femenina del 23%.